# (24756) 1992 VF
1992 في أف (ويعرف أيضًا باسم (24756) 1992 في أف وفق تسمية الكوكب الصغير) (بالإنجليزية: 1992 VF)‏ هو كويكب ضمن حزام الكويكبات؛ وترتيبه 24756 من حيث الاكتشاف.
اكتُشف هذا الجُرم الفلكي بواسطة Fumiaki Uto ‏ في 2 نوفمبر 1992.

## وصلات خارجية
- (24756) 1992 VF في قاعدة بيانات مختبر الدفع النفاث لأجرام النظام الشمسي الصغيرة

- الاكتشاف · مخطط المدار ·  العناصر المدارية · المعلمات المادية

- (24756) 1992 VF على موقع ويكي سكاي: DSS2, SDSS, GALEX, IRAS, Hydrogen α, X-Ray, Astrophoto, Sky Map, Articles and images